# Jocelyn Jones
Jocelyn Jones es una actriz estadounidense.
Nacida en Nueva York, Jones es la hija del actor Henry Jones. Fue una actriz infantil, debutando a los once años en The Defenders. Luego, enseñó actuación durante 15 años en Beverly House Playhouse. Su compañía de producción, Mind's Eye Pictrues, está dedicada a producir sus propios guiones, coescritos con su esposo, Miles Watkins.

## Filmografía

### Televisión
- Cagney & Lacey .... Mujer (1 episodio, 1987)
- Right to Remain Silent (1987) .... Mujer
- Cannon (1 episodio, 1974)
- The Sounds of Silence (1974)
- The Stranger Who Looks Like Me (1974) (TV) .... Adoptada #1
- Marcus Welby, M.D. .... Estudiante (1 episodio, 1974)
- Each Day a Miracle (1974) .... Estudiante

### Cine
- Nowhere to Run (1989) .... Mrs. Tooley
- Tourist Trap (1979) .... Molly
- The Enforcer (1976) .... Miki
- The Great Texas Dynamite Chase (1976) .... Ellie-Jo Turner (aka Dynamite Women - USA)
- The Other Side of the Mountain (1975) .... Linda Meyers (aka A Window to the Sky')